# Desa Sumowono (administrativ by i Indonesien, lat -7,22, long 110,32)
Desa Sumowono är en administrativ by i Indonesien.   Den ligger i provinsen Jawa Tengah, i den västra delen av landet, 400 km öster om huvudstaden Jakarta.